# アメリカ合衆国大統領の継承順位
アメリカ合衆国大統領権限の継承順位（アメリカがっしゅうこくだいとうりょうけんげんのけいしょうじゅんい、英語: United States presidential line of succession）は、現職のアメリカ合衆国大統領や次期大統領が執務不能に陥ったり、死亡または辞職し、もしくは免職（弾劾およびその後の有罪判決により）された場合に、誰が大統領に就任し、または大統領の職務を執り行うのかについて定めている。日本における内閣総理大臣臨時代理に相当する。

## 現在の順序
下表は、アメリカ合衆国憲法および大統領継承法（1947年）によって示され、その後の改正によって新設された閣僚が追加された大統領権限継承順位の一覧である。
| 順位 | 職名               | 現職者                       | 政党 | 政党   |
| ---- | ------------------ | ---------------------------- | ---- | ------ |
| 1    | 副大統領・上院議長 | J・D・ヴァンス               |      | 共和党 |
| 2    | 下院議長           | マイク・ジョンソン           |      | 共和党 |
| 3    | 上院仮議長         | チャック・グラスリー         |      | 共和党 |
| 4    | 国務長官           | マルコ・ルビオ               |      | 共和党 |
| 5    | 財務長官           | スコット・ベッセント         |      | 共和党 |
| 6    | 国防長官           | ピート・ヘグセス             |      | 共和党 |
| 7    | 司法長官           | パム・ボンディ               |      | 共和党 |
| 8    | 内務長官           | ダグ・バーガム               |      | 共和党 |
| 9    | 農務長官           | ブルック・ロリンズ           |      | 共和党 |
| 10   | 商務長官           | ハワード・ラトニック         |      | 共和党 |
| 11   | 労働長官           | ロリ・チャベスデレマー       |      | 共和党 |
| 12   | 保健福祉長官       | ロバート・ケネディ・ジュニア |      | 無所属 |
| 13   | 住宅都市開発長官   | スコット・ターナー           |      | 共和党 |
| 14   | 運輸長官           | ショーン・ダフィー           |      | 共和党 |
| 15   | エネルギー長官     | クリス・ライト               |      | 共和党 |
| 16   | 教育長官           | リンダ・マクマホン           |      | 共和党 |
| 17   | 退役軍人長官       | ダグ・コリンズ               |      | 共和党 |
| 18   | 国土安全保障長官   | クリスティ・ノーム           |      | 共和党 |

### 註
生まれながらの市民でない者は資格を持たない
大統領の継承に際しては、大統領となる法的な資格が必要である（合衆国法典第3編第19条第(e)項）。生まれながらの市民でない者や、35歳未満の者、米国での居住歴が14年未満の者は、憲法上大統領となる資格を持たない。
バイデン政権の例で言えば、エネルギー長官のジェニファー・グランホルムはカナダで、国土安全保障長官のアレハンドロ・マヨルカスはキューバで生まれ、帰化したため継承資格がない。
上院で承認されていない代行の公務員は資格を持たない
職員が継承順序に名を連ねるためには、上院によって承認されねばならない。従って、いかなる公務員としても承認されていない代行の公務員は、継承順序に名を連ねることができない。
ただし、1886年大統領継承法では「上院の助言と同意を得ることでそこに記された職に任命された者」とあったのが、1947年大統領継承法では「そこに記された職に」の部分が削除されている。そのため、たとえば上院の助言と同意によって副長官に任命された者が大統領権限継承権のある閣僚の代行を務めている場合に混乱が生じる可能性が指摘されている。
フランクリン・ローズヴェルトの跡を継いでから2か月後、ハリー・S・トルーマン大統領は、“大統領が自身で決めた後継者に禅譲する”という事態が起こらないことを確実とするために、継承順序に関して閣僚らより上の優先権を下院議長と上院仮議長とに与えるよう提案した（国務長官が大統領によって指名されるのに対し、下院議長と上院仮議長は選挙された公務員である。下院議長は下院によって選挙され、歴代議長は全員、その任期中は下院議員であった。上院仮議長は上院によって選挙され、また上院議員でなければならない）。議会はこの変更を承認し、下院議長と上院仮議長を閣僚らより上の継承順序に加えた。これにより、下院議長と上院仮議長の地位は確立した。ただし、ケネディ暗殺を背景に改正された合衆国憲法修正第25条よりリチャード・ニクソン大統領はジェラルド・R・フォードを副大統領に指名し、上下両院の承認を得て副大統領に就任し、ニクソン辞任後にフォードは大統領として残りの任期を全うしている。

## 憲法的根拠
継承順序は、憲法中の3か所に書かれている（第2条第1節、修正第20条第3節、および修正第25条）。
- 第2条第1節第6項は副大統領を継承順位の筆頭に置くと共に、大統領も副大統領も執務不能となった場合について法律で定める権限を議会に付与している。こうした継承方法を管理している現行法が、1947年大統領継承法である（合衆国法典第3編第19条）。
- 修正第20条第3節は、次期大統領が任期開始前に死亡した場合、次期副大統領がその就任日に大統領となり、次期大統領が務める予定であった任期を引き継ぐ旨を定めている。また同条は、就任日に、大統領が選出されていない、または次期大統領が大統領の資格を備えていない場合、大統領が選出されるまで、または次期大統領がその資格を備えるまで、次期副大統領が大統領の職務を行うと定めている。最後に、第3節は次期大統領と次期副大統領のいずれも資格を備えていない、または執務できない場合について、議会が法律で定めることを認めている。
- 修正第25条（1967年成立）は、第2条第1節（副大統領が大統領の直接的な後継者であること）を明確化した。すなわち、大統領の死亡、辞任、または免職があった場合、副大統領が大統領となる。同時に第25条は、大統領が一時的に障害を負った場合（外科手術を受ける、精神的に不安定になるなど）についても規定している。また同条は、副大統領が欠けた場合は大統領によって後任が指名され、かつ議会の承認が得られなければならないとした。かつては、副大統領が大統領の後任となり、または別の理由で（死亡・辞職または免職によって）職が空いた場合、副大統領職は欠けたままの状態で留め置かれた。

## 昇格大統領の任期
大統領が死亡するなど、職務不能時に大統領に昇格した場合、前大統領の任期が残り2年以内（就任から2年後の1月20日以降）であれば、その後の大統領選挙に2度挑戦できる。つまり、アメリカ合衆国大統領は最高で10年在任できることになる（修正憲法第22条）。
1951年の修正憲法後、8年以上在任の機会があった大統領はリンドン・B・ジョンソンだけである。しかしテト攻勢などベトナム戦争の泥沼化の責任を取り、3期目の選挙が行われる1968年の3月に大統領選挙に出馬しないと明言した。

## 大統領代行と大統領

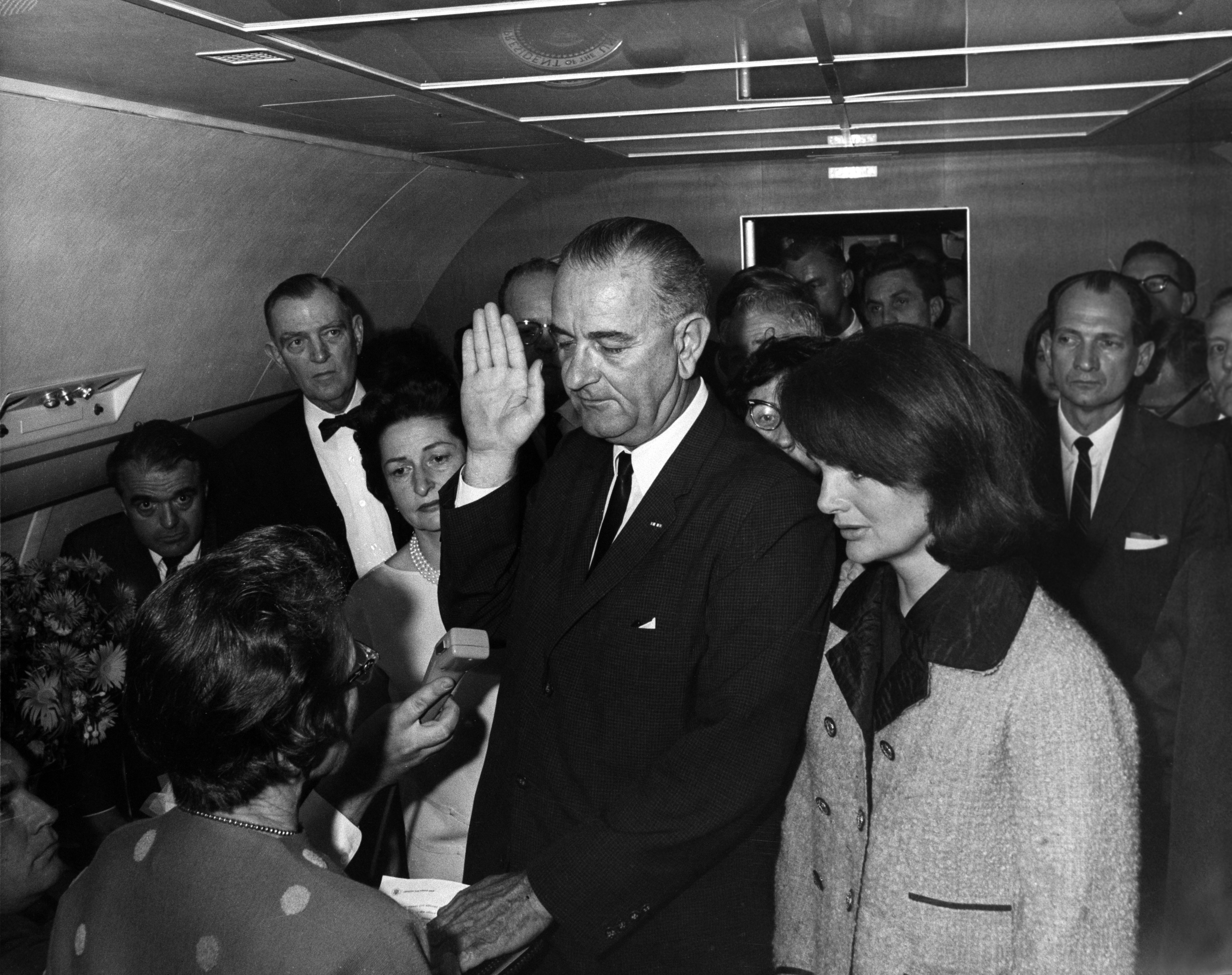
1963年のジョン・F・ケネディ暗殺後、エア・フォース・ワンの機上にて大統領就任宣誓をするリンドン・ジョンソン

合衆国憲法第2条第1節は、以下のように規定している。
当初この規定は、「それ (the same)」が「同職 (the said office)」を指すのか、それとも「同職の権限および義務 (the powers and duties of the said office)」のみを指すのかという問題を未解決のまま残した。一部の歴史家は、大統領の権限および義務を遂行する間、副大統領は副大統領のままであるということが制定者らの意図であったと主張している。しかし反証も多く存在しており、中でも最も強制力があるのは憲法自体の第1条第3節である。条文には次のように書かれている。
この条文は、副大統領の継承に関して大統領の「職務」と単なる「権限」のいずれが副大統領に移るのか、という仮定的問題に解答を与えているように見える。このように、修正第25条は、大統領の障害に関する有益な新規定を加えたことを除いては、単に既存の先例の有効性について言い直し、再確認したに過ぎない。しかし当然ながら、それが初めて検証された際に誰もがこの解釈に同意したわけではなかった。そして、修正第25条が未だ存在しなかった時代に米国史上初めて大統領を継承したジョン・タイラーの先例が、以後尊重されてきたのである。

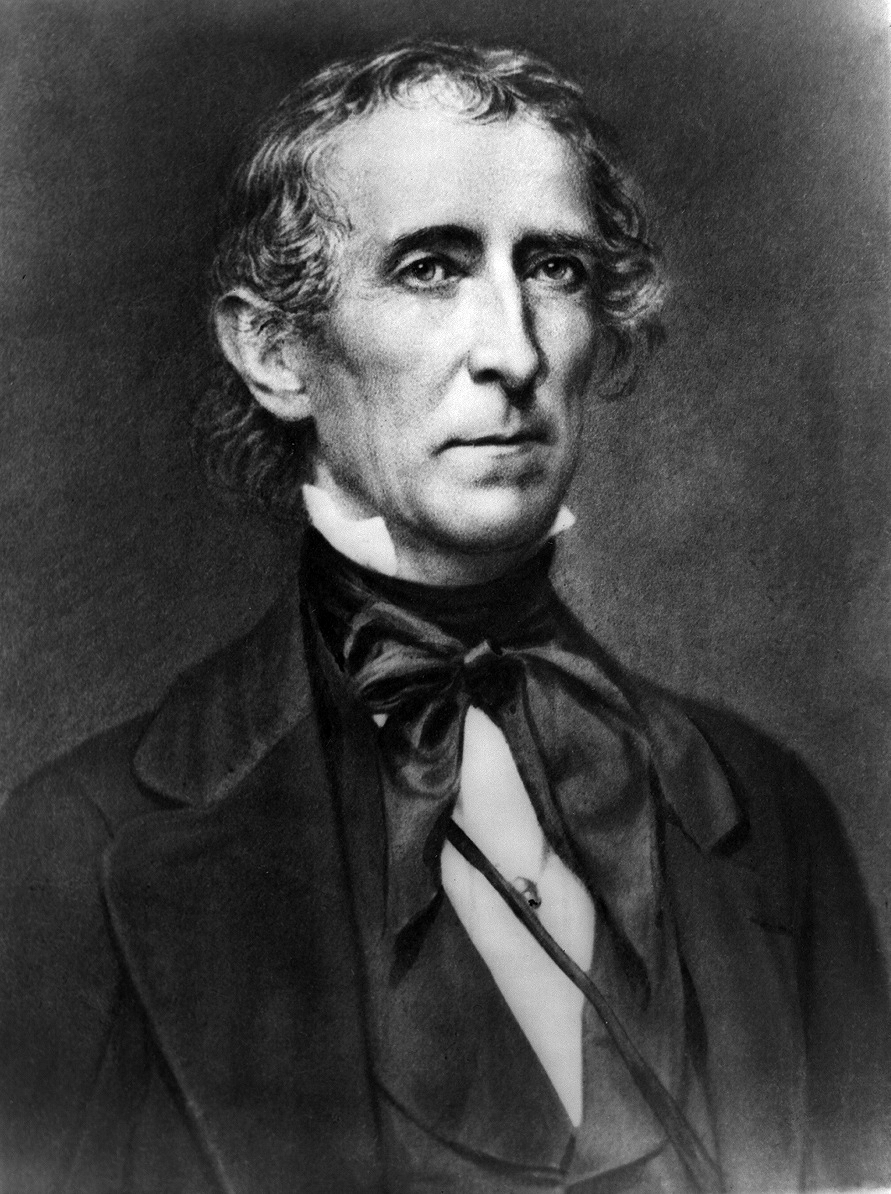
1841年、ジョン・タイラーは大統領を継承した初の人物となった

1841年にウィリアム・ヘンリー・ハリスン大統領が死亡した際、ジョン・タイラー副大統領はしばし躊躇した後、大統領就任の宣誓をすると、自身は単なる大統領代行でなく大統領なのであるとの立場をとった。彼は、「アメリカ合衆国大統領代行」に送られる書簡さえも突き返したのである。
この先例はその後も続き、「大統領が免職、死亡、または辞職した場合、副大統領が大統領となる」ことを明記する修正第25条の第1節によって明確化した。この修正条項は、副大統領以外の職員が同じ状況下で大統領代行でなく大統領になることができるか否かについては明記していない。しかし、大統領継承法はその条項中で、就任するいかなる者も「大統領の役を演じる」に過ぎない―たとえ彼らが長年その役割を「演じた」としても―ということを明らかにしている。かくて副大統領を務める者だけが、これまで「アメリカ合衆国大統領」の称号を継承することができたのである。

## 継承法の歴史
1792年大統領継承法は、議会によって可決された最初の継承法である。同法は、連邦党と民主共和党の対立により、議論の的となっていた。当時国務長官であったトマス・ジェファソンが民主共和党の指導者として浮上したため、連邦党は副大統領に続く大統領継承者として国務長官が現れることを望まなかった。三権分立に反することから、連邦最高裁長官を含むことに対する懸念もあった。成立した妥協案は、上院仮議長を副大統領に続く継承者に据えることを確立し、下院議長がこれに続いた。いずれにせよ、これらの職員は「障害が取り除かれるか、または大統領が選出されるまでの間、アメリカ合衆国大統領として行動する」ために存在する。同法は、大統領と副大統領が共に欠けた年の11月に補欠選挙を実施するよう求めた（欠員が10月最初の水曜日以後発生しなければ、選挙は翌年実施される。欠員が大統領の任期の最後の年までに発生しなければ、次の選挙は定期的に予定されているものとして実施される）。こうした補欠選挙で大統領と副大統領に選出された人々は、翌年3月4日に始まる4年の任期を全うするとされたが、そのような選挙が実施されることはなかった。
1881年のガーフィールド大統領の死後、また1885年のヘンドリックス副大統領の死後、上院仮議長もいなければ新しい下院もまだ開会しておらず、下院議長も決まっていなかったため、副大統領に続く継承者は全くいないままであった。
チェスター・アーサー大統領は外遊の際、「大統領」に宛てた封筒を残し、自身が執務不能に陥った場合は誰かがこれを開封するであろうと考えた。議会が1885年12月に開会した際、グローヴァー・クリーヴランド大統領は1792年の継承法の改訂を求めた。
同法は、1886年に通過した。議会は、上院仮議長と下院議長を閣僚と入れ替え、国務長官を継承順位の筆頭に据えた。アメリカ合衆国の最初の100年間に、大統領職へ進んだ議会指導者が2名に留まったのに対し、6名の国務長官が大統領に選ばれた。結果として、継承順序を入れ替えることは合理的に見えた。
ハリー・S・トルーマン大統領によって署名された1947年大統領継承法は、継承順序の中で後ろに下院議長と上院仮議長を加えたが、1792年の順序から2つの点を変更した。これは、今日用いられている順序のままである。1947年の米軍再編で陸軍省と海軍省が国防総省に統合されたため、国防長官は以前陸軍長官が占めていた継承順位に収まった。1798年以来、閣僚として存在してきた海軍長官職は、米軍再編で国防長官の下に置かれたため、1947年大統領継承法で継承順序から外された。
1971年までは、郵政長官が郵政省の長であった。そのほとんどの期間中、郵政長官は内閣の一員であり、郵政長官は大統領継承順位の最後尾に位置していた。郵政省が郵便公社（行政府から独立した特別部署）に再編されると郵便公社総裁は閣僚ではなくなり、継承順序から外された。
法規で示された閣僚の順序は常に、各閣僚が属する省の設置順と同一であった。しかし、2002 年に国土安全保障省が設置された際、同省長官を名簿の第8位（司法長官の下、内務長官の上。国防長官の設置以前は海軍長官が占めていた位置）に据えることを希望した議員が少なからずいた。その理由は、既に災害救助と安全保障とを管掌している同省長官は、他の一部閣僚よりも大統領職の継承準備が整っているであろうと考えたためである。国土安全保障長官を名簿の最後尾に加える法律は、2006年3月9日に制定された。

## 副大統領を飛び超えた継承

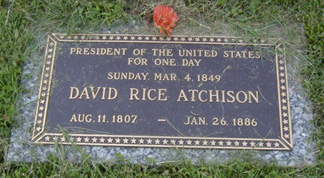
ミズーリ州プラッツバーグにあるデーヴィッド・ライス・アッチソンの墓石。「1日限りのアメリカ合衆国大統領」とある。

9名の副大統領が大統領の死亡または辞任と同時に大統領職を継承し、3名の副大統領が一時的に大統領代行を務めたが、これ以外には大統領の職務を執行するよう求められた幹部は未だかつて存在しない。
ジェームズ・ポークの任期は、1849年3月4日（日曜日）に満了した。次期大統領ザカリー・テイラーは宗教的な信条を理由に、日曜日に宣誓するのを断った。デーヴィッド・ライス・アッチソン上院仮議長の墓石には、彼が1日間のみ大統領であったと刻まれている。しかし、上院仮議長としてのアッチソン自身の任期満了日が3月3日であったとすると、その主張はどうやら疑わしい。実際、アッチソンは大統領就任の宣誓をしていないのであるから、単にテイラーが宣誓しなかったからといって、アッチソンを大統領とすることは筋が通らない。
1865年、アンドルー・ジョンソンがエイブラハム・リンカンの死に際して大統領を引き受けたとき、副大統領職は空になった。当時、上院仮議長の継承順位は副大統領の次であった。1868年にジョンソンは下院で弾劾訴追されたが、もし彼が上院の弾劾裁判で免職されていたならば、ベンジャミン・ウェード上院仮議長が大統領代行となったであろう。このことは、利害の衝突を惹起した。なぜなら、免職に関するウェード自身の投票は、彼が大統領を継承するか否かを決することに貢献するからである。
1973年にスピロ・アグニュー副大統領が辞任した時は、カール・B・アルバート下院議長が継承順位の筆頭となった。ウォーターゲート事件によりニクソン大統領の解任または辞任の可能性が浮上したため、アルバートが合衆国法典第3編第19条第(c)項に基づいて、大統領代行となり、「当時の現在の大統領の任期満了まで、大統領として行動する」可能性が出てきた。アルバートは、大統領職の公的な権能を共和党員が保持していた場合、民主党員である自分が大統領の権限および義務を引き受けるのは果たして適切なのか、率直に疑義を呈した。アルバートは、自身が大統領の権限および義務を引き受ける必要があるならば、管理人としてのみ引き受けると発表した。しかし、ジェラルド・フォードが副大統領に指名および承認されたことにより、これら一連の出来事は全く検証されなかった。フォードが大統領に就任してからネルソン・ロックフェラーが副大統領として承認されるまでの4か月間、アルバートは再び筆頭継承者となった。
1981年にロナルド・レーガン大統領が銃撃されたとき、ジョージ・H・W・ブッシュ副大統領はテキサス州を外遊中であった。アレグザンダー・ヘイグ国務長官は記者の質問に応じ、誰が政府を指揮しているのかについて次のように述べた。
ヘイグの意見の意義を巡って、激しい論争が起こった。一部の者は、ヘイグが継承順序について言及しようとして、大統領権限を一時的に有すると誤って主張したのだと考えた。これに対し、ヘイグやその支持者は、リチャード・ニクソン辞任時の大統領首席補佐官であった彼が継承順序について熟知していることを挙げ、彼は自分が行政府の現場における最高幹部であり、副大統領がワシントンに帰還するまで一時的に職務を遂行している旨を示したに過ぎないと述べた。

## 憲法上の問題
これまでに数名の憲法学者が、下院議長と上院仮議長が大統領職を継承するという規定の合憲性に関する問題を提起してきた。憲法起草者の1人であるジェームズ・マディソンも、エドモンド・ペンドルトンに宛てた1792年の書簡の中で、1792年大統領継承法に関して同様の合憲性に関する問題を提起した。これら2つの問題は、次のように要約できる。
- 憲法の関連条項中にある「幹部 (Officer)」という語は「アメリカ合衆国の政府幹部」を意味し、それは行政府や司法府の一員であろうとの解釈が最も有力である。下院議長や上院仮議長は、こうした意味での幹部ではない。
- 三権分立の原則の下、憲法は立法府の吏員が行政府にも勤めることを明確に否定している。下院議長や上院仮議長が大統領代行になるためには、彼らはその職を辞する必要があるが、その時点で彼らはもはや継承順序の枠から外れてしまう。この事実は、いくつかの点で憲法上のパラドックスを形成する。

2003年、政府連続性委員会（無党派の民間シンクタンク）は、現行法には「注意に値する……重要な問題が、少なくとも7点存在する」と示唆した。
1. 現在の継承順序の中にいる者は、全員ワシントンD.C.の近辺に居住し、勤務している。核兵器や化学兵器、生物兵器による攻撃があった場合、名簿に載っている者全てが死亡し、あるいは執務不能に陥る事態が考えられるし、そうなる可能性すらある。
2. 議会の指導者らに大統領の職務を執行する資格があるのかという疑義（例えば上述の、ジェームズ・マディソンによる疑義）。
3. 「伝統的に多数党の最先任上院議員によって占められてきた名誉職」としての上院仮議長を継承順序に含めることが、果たして賢明なのかという懸念。例えば、2001年1月20日から同年6月6日まで、上院仮議長はサウスカロライナ州選出のストロム・サーモンド（98歳）であった[注 3]。
4. 下院議長や上院仮議長が必ずしも大統領と同じ政党に所属するわけでないがために、現在の継承順序が任期途中の大統領に突然所属政党の転換を強いることになりかねないという懸念。
5. 各省長官の技術や能力が考慮されぬままに、所轄する省の創設日によって継承順位が決定されてしまうことへの懸念。
6. 実際問題として、いずれかの閣僚が大統領の職務を開始せねばならない。法律は下院に対し、いつでも閣僚を解任して自らがその職に就く権限を実質的に有する、新たな下院議長（上院の場合であれば、新たな上院仮議長）を選出する権限を付与している。
7. 大統領が障害を負い、かつ副大統領職が欠けた場合（たとえば、暗殺の企てによって大統領が負傷し、同時に副大統領が殺害されるなど）に関する法律の欠如。